# 平原上的摩西 (小说集)
《平原上的摩西》是双雪涛的一部小说集，包含《平原上的摩西》《大师》《我的朋友安德烈》《跛人》《长眠》《无赖》《冷枪》《大路》《走出格勒》《自由落体》等10部中短篇小说。2016年1月由百花文艺出版社初版。

## 情节
《平原上的摩西》的主角李斐和庄树是小时候的邻居，李斐比庄树大一岁，六岁时第一次和庄树说话，因为她喜欢火，那次她想用手里的冰棍换庄树的火柴。李斐一生下来母亲就去世了，父亲是工人，后下岗。庄树的父亲庄德增一开始是烟厂科长，善于交际，而母亲傅东心出身于一个知识分子家庭，喜欢绘画。庄德增当年做红卫兵的时候，打死过傅东心父亲的同事。傅知道此事后对丈夫和儿子都比较疏远，而对李斐特别亲，将自己的知识倾囊相授，还把李斐画进了自己设计的“平原”牌香烟烟盒封面。后来李家搬家，与庄家断了联系。庄树后来与人斗殴进了看守所，被一个辅警感化，进了警校。多年后，已成为警察的庄树参与调查多年前的谜案——1995年平安夜，刑警队长蒋不凡调查劫杀出租车司机串案，遇意外重伤，3年后过世。李父是本案重要嫌疑人。庄树和队长调查了艳粉街附近一个诊所——其主人孙天博的父亲当年是李斐父亲的朋友，而孙天博这些年一直照顾着在当年案件中伤了腿的李斐。庄树与李斐约在一个湖上见了面，李斐告诉他，当年她带着汽油，是想给他放焰火（但庄树当年并未赴约），可是汽油味却让蒋不凡怀疑李父做下了烧车劫案。后来意外车祸，李父用砖打了蒋的脑袋。庄树说他可以让湖水变成平原，于是掏出“平原”牌的烟盒丢在湖面上。
《大师》写父亲原是仓库管理员，精于象棋。有一次看狱警和一个跛脚的犯人对弈，本来狱警处于必败的局面，经父亲指点竟然打成平局。后来父亲下岗，爷爷过世，母亲也在“我”10岁时出走。父亲后来不再下棋，将功夫传给了“我”，15岁的“我”的棋艺在当地已小有名气。但一日一个和尚来找“我”，竟然连胜“我”三盘。“我”请出父亲，父亲却故意输给了他，代价是让“我”喊了和尚一声“爸”。原来他就是当年那个跛脚犯人，他最后送“我”一个偷来的基督像。
《我的朋友安德烈》写“我”（李默）的童年好友安德舜（他自己将名字改成安德烈）总有许多奇怪本事，比如可以在桌膛里藏一面镜子，位置是通过精密的计算阳光的路线而设定的，所以可以判断孙老师何时会出现。孙老师总是想尽办法打击同学们的自信心。一次考试，“我”拿了年级第一，本来可以因此得到免费去新加坡留学的资格。孙老师却篡改成绩将名额给了隋菲菲。安德烈写大字报曝光了此事，最终“我”和隋菲菲都没去成。后来“我”上了大学、父亲去世，安德烈高二就退学了，之后被送进精神病院。
《跛人》讲“我”17岁的时候，有一个女朋友刘一朵。高考完后，她拿出两张去北京的火车票，邀我和她一起逃跑。火车上，坐对面的中年男子请我们喝酒，并翻查了我们的书包，拿出折叠刀给掰坏了。后来他拿起自己的拐杖下车了，原来是个跛子。刘一朵说想在天安门广场放风筝，“我”拒绝了，她中途下车了。我们再也没有相见。
《长眠》写“我”从小米那里得知了大学时代的好友老萧去世的消息，请“我”给他送葬。小米本是我女友，后来和善于写诗的老萧跑了，最后定居于他的老家玻璃城子——一个正在下沉的村子。几百年前一个传教士用石头雕了一条大鱼，嘴里衔着玉石雕刻的苹果。后来村长发现拿掉苹果，可以使村里的渔网都装满大鱼，但会使村子被冰水侵蚀。老萧吞掉苹果未曾再醒，村长率人抢夺他的尸体，打伤了小米。“我”最后得到了老萧留下的诗稿《长眠》，逃离了村子。
《无赖》写“我”家由于被拆迁无处可住，在父亲朋友老马的安排下搬进了车间二楼的隔间。老马以前经常偷东西，爱吹嘘自己睡女人，被小舅子安排在了工厂保卫科。一次他邀父亲喝酒，教了“我”铁丝开锁的本事。老马老管父亲要钱，威胁不给足就找保卫科告密。后来保卫科长闯进了隔间，抢走了“我”的台灯。“我”央求老马去要回来，他找科长闹事，一个酒瓶砸在了自己额头上。
《冷枪》写高中时代，“我”有一次足球射门时误伤了一个戴眼镜的同学，这就是后来成为“我”朋友的老背。当晚“我”和他一起在网吧玩射击游戏，一个敌人在游戏中刀刺“我”，“我”找到他在网吧中的座位打伤了他。老背是神枪手，上大学后仍沉迷游戏不合群，“我”也在学校制造了不少事端，一次在食堂被人伏击成了瘸子。老背有一次打伤了一个在游戏中作弊的人。“我”找到那个被打者，原来就是那天打伤“我”的人之一，于是用拐杖打倒了他。
《大路》写“我”失去双亲后，先后寄居于叔叔家和工读学校。16岁后步入社会，白天睡火车站，夜晚到别墅区抢劫。直到有一天遇到了“她”，抢了她的书包。她约我第二天见，见面后告诫“我”别再走这条路，约定“我”30岁与她再会。后来“我”去漠河打工铺路，自学了许多知识，一天晚上，与多年前自杀、已化为鬼的“她”在台灯下重聚。
《走出格勒》写“我”家搬到三不管地带艳粉街以来，“我”经常被高年级同学抢劫。12岁时，十五六岁的女生老拉抢走了“我”的钢笔，说之后还“我”。那只笔是父亲的礼物，最初来自他的狱友。三天后“我”去找老拉，他用自行车拉“我”到了一个废弃的煤厂——她称之为“列宁格勒”，让“我”帮她捡煤。“我”和她走散了，在一片积水中，“我”发现了一个陷进去的女孩的尸体。多年以后，“我”结了婚，父亲写信让“我”把当年那只笔寄给他。
《自由落体》写“我”、小凤、闷豆是高中同学，小凤出身高干家庭，是“我”高中时的女友。之后小凤去了澳大利亚，“我”成为政府职员，闷豆供职于银行，却常常自学知识，倾心于写作。“我”在聚会上重新认识了小学同学张舒雅，晚上开了房，之后还一起探望过“我”重病的外公。后来闷痘告诉“我”小凤回来了，当了医生，但“我”专门去找她时她已不认识“我”。出了医院，“我”找到卖啤酒的张舒雅，一起去KTV唱歌，半夜接到了父亲的电话：外公从窗户跳下去，没了。

## 分析
东北平原是中国最大的平原，摩西在东北，本身具有“救赎”的隐喻意味。小说中的沈阳是一个具有相应历史心理条件的意象空间，这个城市在改革时代坠入低谷，经济的衰落导致人们心理的迷惘。艳粉街作为一个藏污纳垢之地，成为救赎之光难以抵达的所在。“平原”在小说中，是傅东心按照李斐画的烟标：李斐光脚坐着向空中抛出三个“嘎拉哈”；也是蒋不凡跟李守廉要的那盒烟，正是那盒烟为破案提供了线索；同时也是傅东心教给李斐的信条——根据《出埃及记》，只要心诚，就能让高山大海让路。最后庄树向给李斐变出平原，实现他解救她的承诺。
关于小说中摩西指的是谁，张悦然认为傅东心是小说的核心，“当读者抵达这个故事的核心时，他们将收获的是爱与善，并且有一种暂时与污浊、烦扰的人世隔绝开的感觉”。但黄平则认为她的形象比较概念化，只能将历史的变迁归于抽象的恶，而无法理解庄德增和李守廉。真正不断承受各种崩溃而始终如一加以反抗的，是李守廉，他的行为与《圣经》中记载的青年摩西类似。
《平原上的摩西》采取了多视角叙事的手法，包含14个段落，其中叙事者为李斐的4次、庄树3次、傅东心和庄德增各2次。通过离散的角色间的对话，一层层的构建起整个历史记忆。
小说集里的许多篇目都描绘了自然和社会环境的严酷。比如《大路》中写到“漠河冷，今天暖气又断了，窗户里面开始结冰了，四处都开始结冰了”。这里营造出“冷”的氛围，并由此引出沦为孤儿的主角的漂泊故事。作家曾在采访中提到他的童年记忆中充满了冰雪，这种经历影响了后来的创作。而社会环境同样是乌烟瘴气，比如《走出格勒》就写到艳粉街“好像沼泽地一样藏污纳垢，而又吐呐不息”，故事中的男孩就生活在这里，父亲入狱，前路茫茫。而许多小说尤其书写了父辈的苦难，这些工人在下岗潮中，尊严和荣誉土崩瓦解，只能苦苦挣扎。而他们又给下一代的童年打下无法磨灭的印记，家庭温暖的缺失给子一代留下了深深的孤独感：比如《大路》中的女孩说亲人“和你很熟，但是和你不相干”。而在这种环境中，一些找不到出路的人还会走向犯罪。作家通过这种对东北精神苦难的书写，发泄了自己，也留住了历史的记忆。
除了冷峻的描写，作家也试图捕捉“人性中闪逝的光芒”。比如《无赖》中的工人老马本来是一个爱占便宜的小市民，却在为“我”讨要台灯时爆发了莽汉般的勇气。《我的朋友安德烈》中的安德烈虽然“疯狂”，但执着研究了“下水道为什么是圆的”，后来捅破学校私自分配出国名额的丑闻，更体现出一种大无畏的坚守和赤诚。在《大师》中，父亲虽是穷困潦倒的失败者，却体现出了对世事的洞明。作者从父辈中汲取了人生力量，认为这些记忆“有着非凡的、决定性、信仰一样的意义”。而《平原上的摩西》中庄树掏出的烟盒、《冷枪》主角棍儿出于愤怒替朋友出头，为小说留下了“光明的尾巴”。